# Бесплемяновское сельское поселение
Бесплемя́новское се́льское поселе́ние — бывшее муниципальное образование в составе Урюпинского района Волгоградской области.
Административный центр — хутор Бесплемяновский.

## История
Бесплемяновское сельское поселение образовано 30 марта 2005 года в соответствии с Законом Волгоградской области № 1037-ОД.
В соответствии с законов Волгоградской области № 38-ОД от 26 апреля 2019 года, Бесплемяновское сельское поселение было упразднено и включено в Добринское сельское поселение.

## Население
| 2010 | 2012 | 2013 | 2014 | 2015 | 2016 | 2017 |
| ---- | ---- | ---- | ---- | ---- | ---- | ---- |
| 412  | ↗413 | ↘406 | ↘399 | ↘389 | ↘385 | ↘374 |
| 2018 | 2019 |      |      |      |      |      |
| ↘368 | ↘348 |      |      |      |      |      |

## Состав сельского поселения
| № | Населённый пункт | Тип населённого пункта        | Население |
| - | ---------------- | ----------------------------- | --------- |
| 1 | Бесплемяновский  | хутор, административный центр | 249       |
| 2 | Захопёрский      | хутор                         | 1         |
| 3 | Кривовский       | хутор                         | 4         |
| 4 | Ржавский         | хутор                         | 158       |